# Mapusaurus
Mapusaurus („Zemský ještěr“) byl rod obřího masožravého dinosaura (teropoda), který žil v období rané svrchní křídy (asi před 95 miliony let) na území dnešní Argentiny (fosilie byly objeveny v sedimentech geologického souvrství Huincul).

## Popis
Byl téměř stejně veliký jako blízce příbuzný druh Giganotosaurus carolinii, na délku měřil asi 11,5 až 12,6 metru a vážil zhruba 4100, 4300 až 5000 kilogramů. V letech 1997–2001 bylo objeveno na stejném místě 7 až 9 jedinců v různých ontogenetických (vývojových) stadiích. Je pravděpodobné, že tito obří dravci žili ve smečkách a možná tak i lovili. Zdá se logické, že takový způsob lovu mohl být jediný úspěšný při útoku na tak gigantické sauropody, jako byl Argentinosaurus.

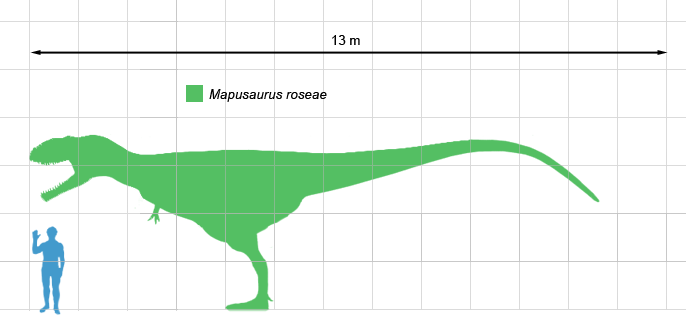
Mapusaurus v porovnání s velikostí dospělého člověka.

Mapusaurus patřil mezi největší známé teropody, ačkoliv byl zřejmě menší než jeho příbuzní Giganotosaurus a Carcharodontosaurus. Některé izolované objevy obřích fragmentů fosilních kostí však naznačují, že extrémně velcí jedinci mapusaurů mohli být stejně velcí nebo dokonce větší než zmíněné rody karcharodontosauridů.
Podle vědecké studie, publikované v září roku 2020, činila hmotnost tohoto dinosaura asi 3771 až 4137 kilogramů.

## Zařazení
Mapusaurus byl formálně popsán v roce 2006 a jako jeho nejbližší příbuzní byli kladistickou analýzou určeni zástupci druhů Giganotosaurus carolinii a Carcharodontosaurus saharicus, se kterými tvoří Mapusaurus samostatnou podčeleď Carcharodontosaurinae. Ve stejném souvrství se vyskytoval ještě jiný velký karcharodontosaurid, u nějž byl stanoven dosud nejvyšší známý dosažený věk u teropodního dinosaura - kolem 50 let.

## V populární kultuře
Mapusaurus se objevuje v britském trikovém dokumentu Planet Dinosaur, konkrétně v pátém díle s názvem New Giants. Zde je zobrazován jako lovec argentinosaurů s délkou kolem 10 m a hmotností asi 4 tuny, zato je však mylně uváděn jako největší masožravý dinosaurus. Mapusaurus se také často objevuje v médiích jako zajímavý zástupce jihoamerické dinosauří megafauny z oblasti Patagonie.

### Česká literatura
- SOCHA, Vladimír (2021). Dinosauři – rekordy a zajímavosti. Nakladatelství Kazda, Brno. ISBN 978-80-7670-033-8 (str. 58, 152)